# Persiska upproret (552–550 f.Kr.)
Det persiska upproret var ett uppror som hade sin start i att vasallkungen Kambyses, alternativt hans son Kyros II, förklarade provinsen Ashan (Persis) självständigt från det mediska imperiet. Upproret anses vara början till det akemenidiska imperiet och Kyros II skulle efter upproret bli kung över de forna mediska provinserna. Det är oklart huruvida det var Kambyses eller Kyros II som inledde upproret då vissa källor nämner att Kyros efterträdde Kambyses på Ashans tron redan 559 f.Kr. medan andra. till exempel Nikolaos från Damaskus, menar att han blev kung av Ashan efter att Kambyses sårades i slaget vid persiska gränsen 551 f.Kr.

## Herodotos skrifter
Det finns väldigt få källor som berättar om bakgrunden till det persiska upproret och den mest innehållsrika är skriven av Herodotos som dock levde ungefär 100 år efter att upproret utspelade sig.
Herodotos skrev att den mediske kungen Astyages drömde att hans dotter Mandane skulle föda en son som skulle komma att erövra hans tron och krossa det mediska imperiet. Drömmen väckte fruktan i Astyages och han beslutade sig därmed för att gifta bort Mandane med Kambyses av Ashan som Astygates ansåg var en för svag provins för att kunna utmana imperiet.
Mandane och Kambyses fick sonen Kyros II och till en början levde paret i en fridsam tillvaro men när Astyages hade ännu en dröm om hur Mandanes son skulle störta hans imperium valde han att skicka en av sina generaler, Harpagos, för att döda barnet. Harpagos var lojal mot sin konung och han tog Kyros från Mandane och Kambyses men han kunde inte förmå sig att dräpa ett barn av kunglig börd så han fann istället en fåraherde vars spädbarn nyligen dött. Harpagos gav Kyros till fåraherden och tog istället fåraherdens döda son tillbaka till Astyages som bevis för att Kyros nu var död. Astyages trodde på Harpagos och kände sig lugn nu när hans barnbarn var dött.
Kyros växte upp med fåraherden men när han var tio avslöjades det att han egentligen var Kambyses son vilket Astygates fick reda på. Astygates planerade till en början att skicka någon att mörda pojken en gång för alla men han ändrade sig då hans mager (de mediska prästerna) övertalade honom att låta pojken leva. Dock hämnades Astygates på Harpagos geom att bjuda Harpagos på en middag där Harpagos serverades sin egen son som mat.
Eftersom det nu var känt vem Kyros var fick han återvända till Anshans huvudstad och han kom än en gång att träffa sin far Kambyses. Kyros hade inte glömt att Astygates försökt mörda honom och tillsammans med Harpagos som Kyros fick att gå med på att byta sida om upproret inleddes samt den sannolika uppbackningen av flera territorier i det mediska imperiet började han nu förbereda sig för att göra uppror mot Astyages.

## Upproret
Upproret inleddes 552 f.Kr. och kom att vara i två år. Perserna vann en betydande seger i slaget vid Hybra där Harpagos bytte sida från medierna till perserna likt han tidigare lovat men efter det gick det sämre och medierna vann en serie segrar. Segern vid Hybra inspirerade dock flera provinser i norra Medien att också göra uppror. 551 f.Kr. stod slaget vid persiska gränsen som vanns av Medien men de lyckades inte krossa den persiska armén som drog sig söderut och som därmed kunde fortsätta kriget. Även om slaget var en medisk seger fick slaget de norra provinserna att inse att de måste ena sig för att lyckas med sitt uppror och de valde därmed Kyros II till sin ledare. Perserna anses därmed ha fått en taktisk och diplomatisk seger i slaget.
Det sista stora slaget var slaget vid Pasargadkullen 550 f.Kr. som vanns av perserna och Medien kunde inte längre hålla ut mot de olika upproriska provinserna. Fler och fler anslöt sig till upproret och det mediska riket kollapsade slutligen i början av 549 f.Kr. och Kyros valdes till ny kung av de tidigare mediska provinserna och det akemenidiska imperiet skapades.

## Efterspel
Trots fiendskapen som funnits mellan Astyages och hans barnbarn Kyros II valde Kyros att behandla den besegrade kungen milt. Astyages benådades av Kyros och han fick en plats i Kyros eget kungaråd. Kyros som nu härskade över det forna mediska imperiet skulle under sin tid som härskare att utvidga riket ytterligare genom att erövra det lydiska och det babyloniska imperiet.